# Stazione di Cambridge
La stazione di Cambridge (in inglese Cambridge railway station) è la principale stazione ferroviaria di Cambridge, in Inghilterra.